# Алекс Сојер
Алекс Сојер (енгл. Alex Sawyer; 13. фебруар 1993) енглески је глумац најпознатији по улози Алфија Луиса у ТВ серији Кућа бога Анубиса.

## Филмографија
| Улоге Алекса Сојера |                   |               |             |          |
| Година              | Српски назив      | Изворни назив | Улога       | Напомена |
| 2011—2013.          | Кућа бога Анубиса |               | Алфи Луис   |          |
| 2013.               | Вучја крв         |               | камео улога |          |